# ペマキッドの戦い (1696年)
ペマキッドの戦い（ペマキッドのたたかい、Siege of Pemaquid）は、ウィリアム王戦争中に起こった戦闘である。フランスとインディアンの連合軍が、ヌーベルフランスから、イングランド植民地のペマキッド（現在のメイン州ブリストル）を攻撃したもので、このペマキッドはアカディアと国境を接していた。戦闘を指揮したのはピエール・ル・モイン・ディベルヴィユとジャン＝ヴァンサン・ダバディ・ド・サン＝キャスタン（パンタグ、現在のメイン州キャスティン出身）で、この砦の駐屯隊長だった大尉のパスコ・チャブは、1696年8月14日の二日間に及ぶ戦いで降伏した。ディベルヴィユは兵士のうち3人を殺し、あとの92人をボストンに送り返した。
このペマキッドの勝利は、ウィリアム王戦争中のフランスの勝利でも意義深いもののひとつだった。この戦いの後、ニューイングランド軍は報復としてアカディアへの襲撃（シグネクト奇襲）を行った 。

## 歴史的背景

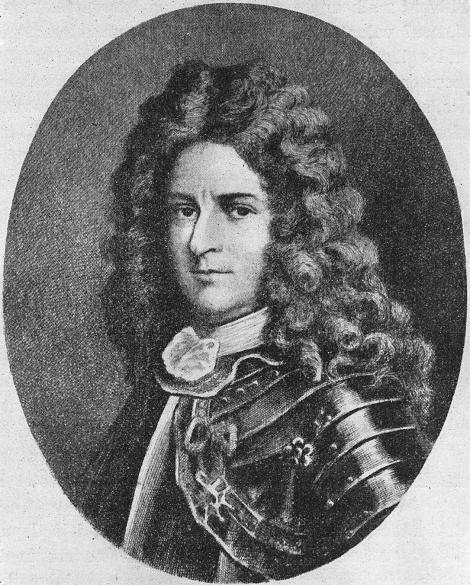
ピエール・ル・モイン・ディベルヴィユ

17世紀の大部分の期間、ペマキッド（現在のメイン州ブリストル）は、ニューイングランドの中でも最も北部の沿岸にある植民地であり、一方パンタグ（現在のメイン州キャスティン）は、ヌーベルフランスのアカディア植民地の最南端にあった。
1692年までに、イングランドはこの地域の支配を奪還し、マサチューセッツ湾直轄植民地の総督サー・ウィリアム・フィップスが、破壊されたペマキッド砦の代わりにウィリアム・ヘンリー砦を作るように命じた。このウィリアム・ヘンリー砦は、ニューイングランドの北の境界を守る砦となり、またニューイングランド最大の砦でもあった。
マサチューセッツの政府は、この砦の建設に予算の3分の1を費やした。石としっくいでできており、地上10フィートから12フィート（約3メートル5センチから3メートル65センチ）の高さのところに6フィート（約1メートル83センチ）の厚さの壁の砲門があり、18門の大砲が備え付けられていた。この砦は、大尉のジョン・マーチの指揮の下、ベンジャミン・チャーチの助力を得て再建された。砦の駐屯隊長は大尉のパスコ・チャブで、この人物は、アベナキ族による休戦協定をふみにじり、アベナキの重鎮たちを何人も殺していた。
一方、1696年当時、フランスの勢いは大西洋地域にまで広がり、防御がより一層強化されるようになっていた。ニューファンドランドでは、戦略的な転機が訪れていた。フランスのこの大西洋進出は、カナダ生まれのピエール･ル･モイヌ･ディベルヴィユによるところが大きかった。

## 包囲戦
8月14日、ディベルヴィユはフリゲート艦で編成された小艦隊で、イングランドと交戦中のアカディア総督ヴィユボンの援助に向かった。ディベルヴィユはイングランドのフリゲートを拿捕した。その後、ディベルヴィユは、フランスとアベナキの連合軍600人の軍勢でウィリアム・ヘンリー砦を包囲した。。しかるのちに、2隻の船とサンキャスタン指揮下の240人のアベナキ兵、ヴィリュー指揮下の25人の兵の働きで砦を攻撃した。チャブは降伏し、砦は破壊された。そして92人の駐屯兵が捕虜としてボストンに送られた。

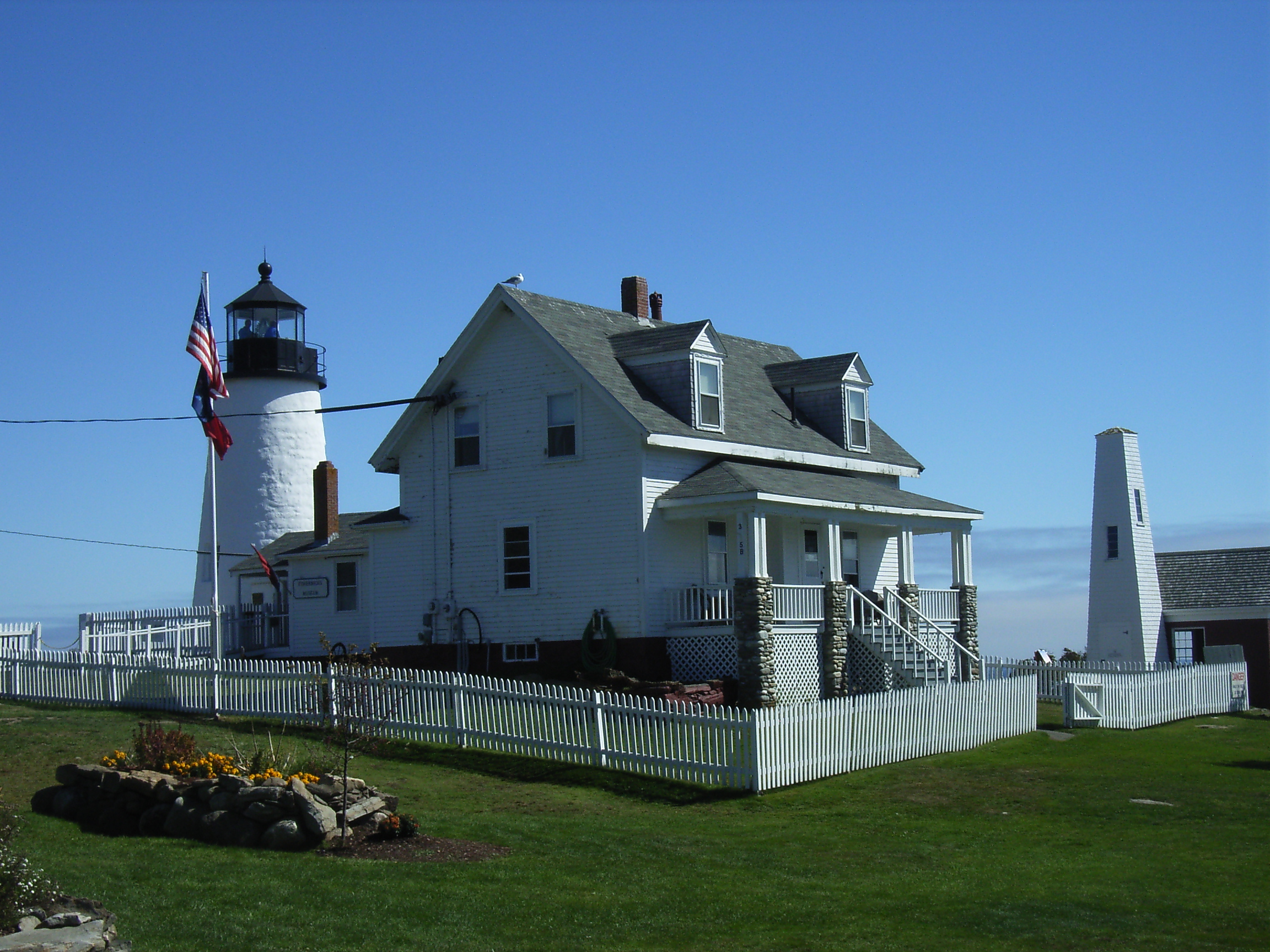
現在のペマキッドの灯台

### 両指揮官のその後
その後ディベルヴィユはニューファンドランド遠征に向かい、1696年9月12日、ニューファンドランドに、ヌーベルフランス総督のルイ・ド・ボード・ド・フロンテナックの指揮のもと到着した。
また、駐屯隊長のチャブは、2年後の1698年の3月5日、30人から40人のインディアンにアンドヴァーの自宅を襲われて、妻のハンナや他の3人の住民と共に殺害された。チャブは1696年当時、インディアンの重鎮を裏切って殺したことにより、インディアンたちの怒りを買っていた
。

### 一次出典
- Benjamin Church, Thomas Church, Samuel Gardner Drake. The history of King Philip's war ; also of expeditions against the French and Indians in its Eastern parts of New England, in the years 1689, 1692, 1696 AND 1704. With some account of the divine providence towards Col. Benjamin Church. (See Benjamin Church - Online Book)
- The History of the Great Indian War Church's Book  pp.228-233

### 二次出典
- Herbert Milton Sylvester. Indian Wars of New England, p. 484-485
- Alfred E. Kayworth, Raymond G. Potvin.  The scalp hunters: Abenaki ambush at Lovewell Pond, 1725, pp. 104-109
- Faragher, John Mack. A Great and Noble Scheme. New York; W. W. Norton & Company, 2005. pp. 110–112 ISBN 0-393-05135-8
- N.E.S. Griffiths. 2005. Migrant to Acadian, McGill-Queen’s University Press. pp. 206–208
- Alan F. Williams, Father Baudoin's War: D'Iberville's Campaigns in Acadia and Newfoundland 1696, 1697, Memorial University of Newfoundland, 1987.